# José Pedro
Pour le footballeur né en 1954, voir José Pedro (football, 1954).
José Pedro Salazar, plus connu sur le nom de José Pedro, est footballeur portugais né le 18 octobre 1978 à Montijo. Il évolue au poste de milieu de terrain.

## Biographie
Formé au Benfica Lisbonne, José Pedro joue principalement en faveur du FC Barreirense, du CF Belenenses et du Vitória Setubal.
Avec le club de Belenenses, il atteint notamment la finale de la Coupe du Portugal lors de la saison 2006-2007.
À l'issue de la saison 2009-2010, il compte à son actif un total de 163 matchs en 1re division portugaise.

## Carrière
- 1992-1995 :  Benfica Lisbonne (formation)
- 1995-1997 :  CD Montijo
- 1997-2002 :  FC Barreirense
- 2002 :  Boavista
- 2003 :  AD Ovarense
- 2003-2004 :  Vitória Setubal
- 2004-2010 :  CF Belenenses
- 2010-2013 :  Vitória Setúbal[1],[2]

## Palmarès
- Finaliste de la Coupe du Portugal en 2007 avec le CF Belenenses

## Statistiques
À l'issue de la saison 2009-2010
- 4 matchs et 0 but en Coupe de l'UEFA
- 163 matchs et 29 buts en 1re division portugaise
- 46 matchs et 10 buts en 2e division portugaise
- 143 matchs et 23 buts en 3e division portugaise